# Bit.Trip
Bit.Trip è una serie di videogiochi sviluppata da Choice Provisions e pubblicata da Aksys Games dal 2009 al 2011. I titoli originali sono stati distribuiti per Wii via WiiWare, sebbene alcuni abbiano ricevuto conversioni per Microsoft Windows e macOS disponibili tramite Steam.
I giochi della serie Bit.Trip sono:
- Bit.Trip Beat (2009)
- Bit.Trip Core (2009)
- Bit.Trip Void (2009)
- Bit.Trip Runner (2010)
- Bit.Trip Fate (2010)
- Bit.Trip Flux (2011)

La collezione dei videogiochi della serie è stata distribuita per Wii come Bit.Trip Complete, per Nintendo 3DS con il titolo Bit.Trip Saga e per PlayStation 4 e PlayStation Vita come The Bit.Trip. Su Steam la raccolta dei titoli comprende inoltre Bit.Trip Presents... Runner2: Future Legend of Rhythm Alien, seguito di Bit.Trip Runner, e il contenuto scaricabile Bit.Trip Presents... Runner 2: Good Friends Character Pack!. Nel 2020 è stata annunciata la distribuzione dei sei titoli della serie per Nintendo Switch. Nel 2023 è annunciato un nuovo gioco della serie dal titolo Bit.Trip Rerunner.
Il protagonista della serie, Commander Video, appare anche nel videogioco Runner3, pubblicato per Windows, macOS, PlayStation 4 e Nintendo Switch.